# Plesiocystiscus gutta
Plesiocystiscus gutta е вид коремоного от семейство Cystiscidae.

## Разпространение
Видът е ендемичен за Сао Томе и Принсипи.